# Jelena Vladimirovna Moechina
Jelena Vladimirovna Moechina (Russisch: Елена Владимировна Мухина) (Oefa, 21 november 1924 - Moskou, 5 augustus 1991) was een Russische vrouw, die als tiener een dagboek bijhield tijdens de blokkade van Leningrad.

## Leven
Lena Moechina woont in de jaren 1930 met haar moeder, Maria Nikolajevna Moechina, in Leningrad. Omdat haar moeder ernstig ziek is, trekt Lena in bij haar tante, Jelena Nikolajevna Moechina (na haar huwelijk Bernatskaja) en een zekere Aka. Ze hebben het niet breed, maar tijdens de blokkade wordt de toestand helemaal schrijnend: zowel Aka als Jelena Nikolajevna sterven van ontbering. Ook haar moeder was reeds eerder overleden, dus Lena blijft alleen achter.
Begin juni 1942 wordt Lena geëvacueerd; een maand later begint ze aan een opleiding tot molenaar in Gorki. In het najaar van 1945 keert zij terug naar Leningrad en vat daar een studie Toegepaste Kunst aan. Drie jaar later studeert zij af en werkt ze achtereenvolgens in een woningbouwbedrijf (als mozaïekmaker) en in de spiegelfabriek in Leningrad. Na korte tijd in Sjtsjerbakov als laborante in een maalderij gewerkt te hebben, gaat ze aan de slag in de staatsstreekelektriciteitscentrale Joezjni-Koezbass (aanvankelijk als ongeschoold arbeider, later als kunstenaar op de afdeling arbeid en loonadministratie). Van 1952 tot 1967 werkt ze in de machinefabriek Koentsevo. Omwille van gezondheidsredenen werkt Moechina nadien (en dit tot aan haar pensioen) als kunstenares en kopieerster.

## Dagboek
Het dagboek van Lena vangt aan op 22 mei 1941 en eindigt enigszins abrupt op 25 mei 1942. Wat er nadien met het dagboek gebeurde is onduidelijk. Het werd in 1962 aan het Centraal Archief geschonken en daar pas veel later terug ontdekt en gepubliceerd. Het dagboek van Moechina werd in verschillende talen vertaald. In het Nederlands verscheen het boek met de titel Lena's dagboek.
- Bibsys: 13056898
- Bibliothèque nationale de France: cb16775087r (data)
- Gemeinsame Normdatei: 1018241914
- International Standard Name Identifier: 0000 0003 7018 4936
- Library of Congress Control Number: no2012057905
- Nationale Bibliotheek van Israël: 987007442035105171
- Nederlandse Thesaurus van Auteursnamen: 352770538
- Istituto Centrale per il Catalogo Unico: CATV017106
- LIBRIS: 368539
- Système universitaire de documentation: 162109687
- Virtual International Authority File: 235726877
- WorldCat: E39PBJcBXh7wPDjbHXQy684wmd